# São João da Fronteira
São João da Fronteira este un oraș în Piauí (PI), Brazilia.